# Frantz Fanon
Frantz Fanon, francoski psihiater, filozof, revolucionar in pisatelj z Martinika, * 20. julij 1925, Fort-de-France, Martinik, Francija, † 6. december 1961, Bethseda, Maryland, ZDA.
Frantz Fanon je bil rojen na otoku Martinique v Francoskih Antilih. Med drugo svetovno vojno je na lastni koži izkusil rasistični nacionalizem izolirane in kolaboracionistične Vichyske uprave na Martiniku, zato se je pridružil Svobodni Franciji. Vojskoval se je v Afriki in v Evropi, po koncu vojne pa je na univerzi v Lyonu študiral medicino in psihiatrijo. V tem obdobju je napisal svoje najprepoznavnejše delo »Črni obrazi, bele maske« (Peau noire, masques blancs, 1952), študijo, v kateri s Freudovo psihoanalizo in ostalimi teorijami psihoterapije razloži psihološke in socialne strukture odvisnosti temnopoltih, ki so izgubili svojo lastno kulturno identiteto, od sveta belega človeka, kateremu so tudi po Fanonovem prepričanju mentalno podrejeni.
Po končanem študiju je dobil službo v nemirni Alžiriji, ki je bila še vedno pridruženi del Francije. Leta 1954 se je pridružil Alžirskemu osvobodilnemu gibanju in nekaj let urejal podtalno glasilo upornikov »El Moudjahid«. Po izgonu 1957 je dve leti prakticiral psihiatrijo v Tuniziji. Leta 1961 se je vrnil v Alžirijo, kjer je od začasne alžirske vlade dobil častno diplomatsko funkcijo ambasadorja v Gani. Istega leta je pod vplivom napredujoče levkemije napisal testament in daleč najbolj vplivno delo »Upor prekletih« (Les damnés de la terre, 1961), v katerem je pod vtisom boja za alžirsko neodvisnost zagovarjal uporabo nasilja v boju za osvoboditev izpod okupatorja. Prevod tega dela smo dobili Slovenci leta 1963 pri Cankarjevi založbi. 

## Pomembnejša dela
- Peau noire, masques blancs, 1952
- Upor prekletih (tudi V suženjstvo zakleti) (Les Damnés de la Terre), 1961 (COBISS) in (COBISS)